# Пауревич, Иван
Иван Пауревич (хорв. Ivan Paurević; 1 июля 1991, Эссен, Германия) — хорватский футболист, полузащитник.

## Клубная карьера
Пауревич является воспитанником «Боруссии» (Дортмунд). В сезоне 2012/13 сыграл 4 матча в первой Бундеслиге за «Фортуну» (Дюссельдорф).
16 июля 2014 года Иван подписал трёхлетний контракт с клубом «Уфа». В июне 2016 года подписал трёхлетний контракт с «Хаддерсфилд Таун». Но сыграв лишь одну игру за клуб, Иван вернулся в «Уфу».

2 июля 2019 года подписал контракт с немецким клубом «Зандхаузен». 27 июля в первом туре Второй Бундеслиги против клуба «Хольштайн» (1:1), дебютировал за «Зандхаузен».

## Карьера в сборной
В 2011 году сыграл 4 матча за молодёжную сборную Хорватии в отборочном турнире Чемпионата Европы 2013.